# Homadaula caradjae
Homadaula caradjae is een vlinder uit de familie van de Galacticidae.De soort is voor het eerst wetenschappelijk beschreven als Galactica caradjae door Thomas de Grey Walsingham in een publicatie uit 1911.
De soort komt voor in Algerije.